# Gerhard van Barneveld
Gerhard van Barneveld (Avereest, 11 juli 1883 - Enschede, 3 december 1953) was een Nederlands burgemeester.
Van Barneveld werd in Avereest geboren als zoon van burgemeester Herman van Barneveld en Gesina Johanna ter Horst.
Van Barneveld was, voor hij op 2 mei 1917 burgemeester van Hoogkerk werd, eerst gemeentesecretaris van Avereest. Daarna maakte hij op 25 mei 1931 de overstap als burgemeester van Leek. Op 2 januari 1947 werd hij op eigen verzoek na 40 dienstjaren eervol ontslagen.
Van Barneveld was getrouwd.
1. ↑  WieWasWie.nl, Geboorteakte van Gerhard van Barneveld. Gearchiveerd op 15 juli 2023.